# Distrito de Mbini
Mbini es un distrito de Guinea Ecuatorial, en la parte central de la provincia Litoral, en la región continental del país. La capital del distrito es Mbini. El censo de 1994 mostraba 14 034 habitantes en el mismo.
El distrito de Mbini abarca los municipios de Mbini y Bitica.